# Eois hocica
Eois hocica är en fjärilsart som beskrevs av Paul Dognin 1899. Eois hocica ingår i släktet Eois och familjen mätare. Inga underarter finns listade i Catalogue of Life.